# Ignalińska Elektrownia Jądrowa
Ignalińska Elektrownia Jądrowa (lit. Ignalinos atominė elektrinė) – zamknięta elektrownia jądrowa, położona na Litwie, nad jeziorem Dryświaty, w odległości 6 km od miasta Wisaginia i 47 km od miasta Ignalino, na północno-wschodnim krańcu kraju, niedaleko miejsca, gdzie stykają się granice Litwy, Łotwy i Białorusi. Ostatni pracujący reaktor, typu RBMK-1500, o maksymalnej mocy 1500 MW, został zamknięty 31 grudnia 2009. Był to reaktor numer 2, pracujący od 1987. Duża część pracowników elektrowni zamieszkuje miasto Wisaginia, zbudowane specjalnie jako zaplecze mieszkaniowe elektrowni.

## Reaktory
Prace nad budową pierwszego reaktora rozpoczęto w 1977 i zakończono przyłączeniem do sieci 31 grudnia 1983. 20 sierpnia 1987 przyłączono do sieci drugi reaktor. Rozpoczęto też budowę reaktora numer 3, ale wskutek protestów zaprzestano prace w 1988. Prace nad reaktorem numer 4 nie wyszły poza fazę projektu. Pierwotnie przewidywano, że siłownia będzie dostarczać energię elektryczną nie tylko dla Litwy, ale także dla Łotwy, Białorusi i obwodu królewieckiego (w 1989 42% energii produkowanej w elektrowni było eksportowane poza Litwę). Przewidywany czas eksploatacji paliwa wynosi 30 lat. Reaktory ignalińskie (RBMK-1500) były podobnego typu co używane przez elektrownię w Czarnobylu (RBMK-1000) i także nie były uważane za bezpieczne według zachodnich norm.
| Reaktor    | Typ       | Status                   | Moc w sieci | Moc maksymalna |
| ---------- | --------- | ------------------------ | ----------- | -------------- |
| Ignalina-1 | RBMK-1500 | Zamknięty                | 1 185 MW    | 1 300 MW       |
| Ignalina-2 | RBMK-1500 | Zamknięty                | 1 185 MW    | 1 300 MW       |
| Ignalina-3 | RBMK-1500 | Budowa przerwana w 1988  | 1 380 MW    | 1 500 MW       |
| Ignalina-4 | RBMK-1500 | Projekt anulowany w 1988 | 1 380 MW    | 1 500 MW       |

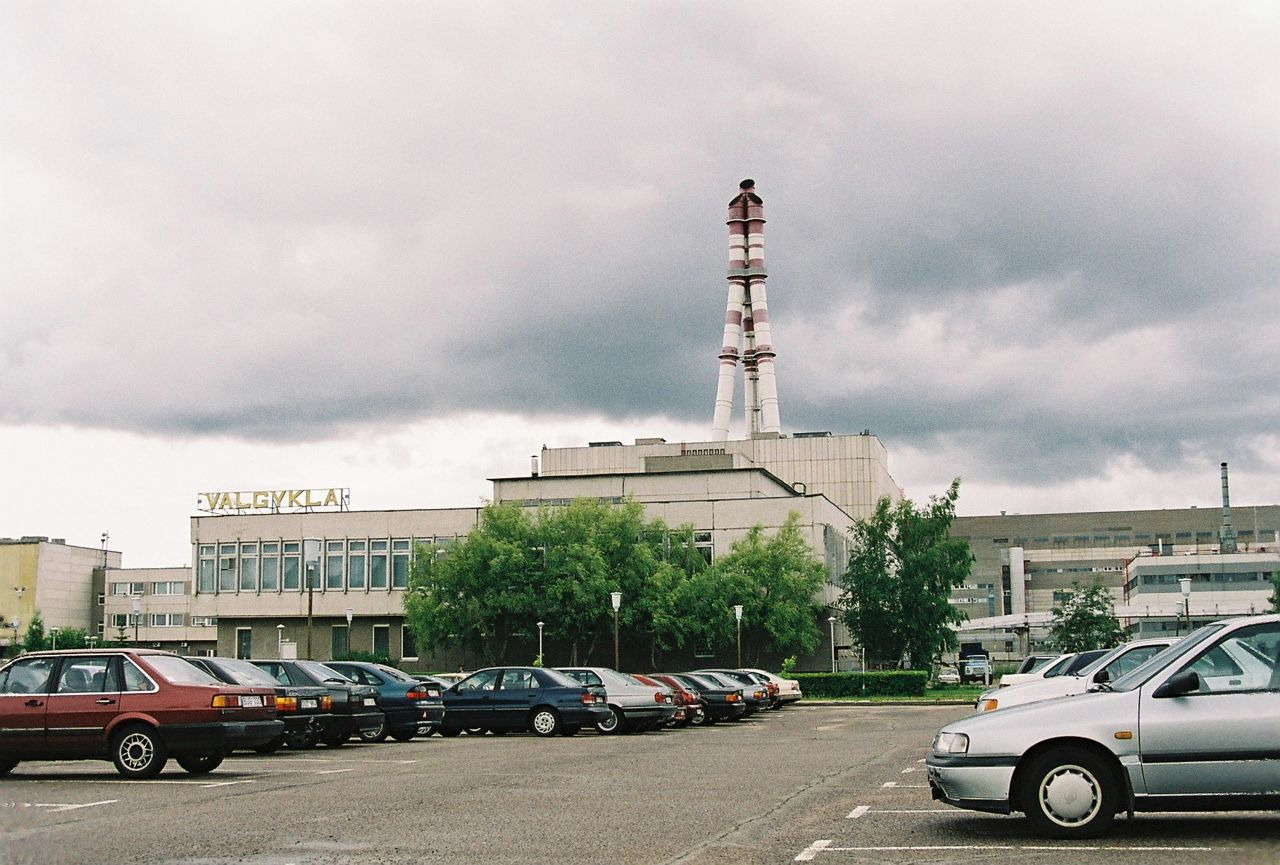
Elektrownia w Ignalinie, czerwiec 2005

8 listopada 2007 nastąpiła awaria pracy reaktora nr 2. Nie doszło do skażenia środowiska materiałami promieniotwórczymi, konieczne było jednak awaryjne wyłączenie reaktora.

## Negocjacje akcesyjne z UE
Warunkiem przystąpienia Litwy do Unii Europejskiej było zobowiązanie do wycofania elektrowni z eksploatacji. Groziło to poważnymi komplikacjami w gospodarce energetycznej Litwy, ponieważ elektrownia dostarczała 90% energii elektrycznej zużywanej w tym kraju. W wyniku negocjacji Unia zgodziła się pokryć koszty zamknięcia elektrowni i skompensować Litwie utratę energii dostarczanej przez elektrownię.

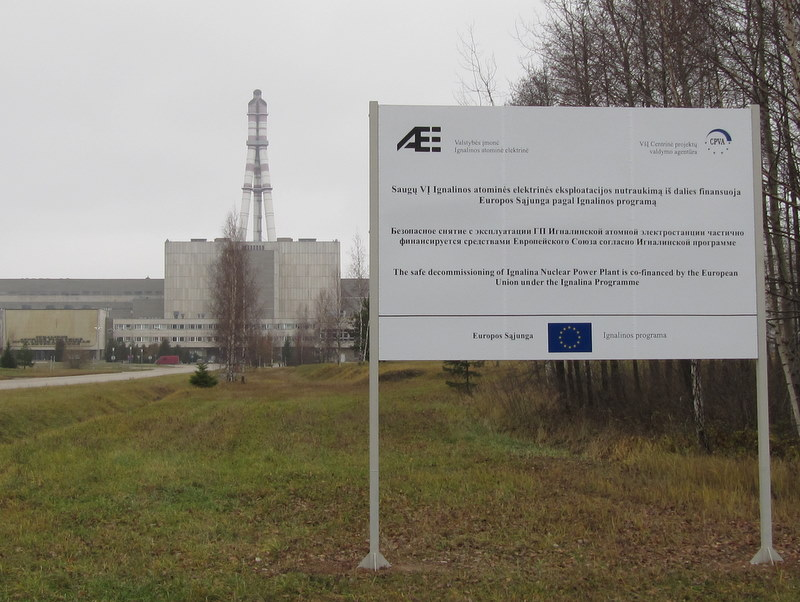
Tablica informacyjna dot. zamknięcia elektrowni

## Plany budowy nowych reaktorów
Lietuvos Energija planowała budowę nowej elektrowni o nazwie Wisagińska Elektrownia Jądrowa (lit. Visagino atominė elektrinė) z jednym reaktorem o mocy 1350 MW w bliskim sąsiedztwie obecnie istniejącej.  W grudniu 2009 ukazało się w tej sprawie ogłoszenie w Dzienniku Urzędowym Unii Europejskiej. Mimo wcześniejszych zapowiedzi w grudniu 2010 nie wybrano inwestora w przetargu, gdyż wycofano jedyną ofertę spełniającą kryteria przetargu, złożoną przez południowokoreańską Korea Electric Power Corporation (Kepco). Zdecydowano się prowadzić dalsze rozmowy o udzieleniu koncesji w drodze bezpośrednich negocjacji bez przetargu. 9 grudnia 2011 Polska Grupa Energetyczna podjęła decyzję o zawieszeniu swojego zaangażowania w budowę elektrowni jądrowej w Visaginas na Litwie. Decyzja ta została podjęta ze względu na niską rentowność inwestycji przy proponowanych warunkach. W czerwcu 2012 litewski Sejm wyraził zgodę na zawarcie umowy koncesyjnej. Dostawcą reaktora miała być japońska firma Hitachi (reaktor ABWR o mocy 1300-1638 MW). W październiku 2012 w referendum ogólnokrajowym społeczeństwo wypowiedziało się przeciwko budowie nowej elektrowni jądrowej na Litwie.

## Dodatkowe źródła
- S. Michale Modro, Michale W. Jankowski, Postęp w dziedzinie bezpieczeństwa reaktorów jądrowych (18 stron, 18 ref), apw.ee.pw.edu.pl [dostęp 2011-03-25] (pol.). Brak numerów stron w książce
- Maciej Zarzycki. Jądrowe reaktory energetyczne - budowa, zasada działania, eksploatacja. „www.atomowyautobus.pl/referaty (37 stron, 39 ref)”. Fundacja Forum atomowe.brak numeru strony